# Бирда
Бирда (рум. Birda) је насеље и седиште истоимене општине у округу Тимиш, Румунија. Налази се на надморској висини од 103 м.

## Прошлост
По "Румунској енциклопедији" место се помиње 1690. године, мада је по свему судећи много старије. Налази се близу православног манастира Светог Ђурђа на реци Брзави.
Аустријски царски ревизор Ерлер је 1774. године констатовао да место "Бурда" припада Брзавском округу, Чаковачког дистрикта. Становништво је било претежно влашко. У Бирди је 1797. године пописано више православних свештеника. Парох и намесник Траил Богдановић (рукоп. 1788) говорио је српским и румунским језиком. Парох поп Матеј Поповић (1782) и ђакон Теодор Поповић знали су само румунски језик.

## Становништво
Према попису из 2021. године у насељу је живело 945 становника.

### Попис2002.
| Етнички састав према попису из 2002. године‍ | Етнички састав према попису из 2002. године‍ | Етнички састав према попису из 2002. године‍ | Етнички састав према попису из 2002. године‍ | Етнички састав према попису из 2002. године‍ |
| ------------------------------------------- | ------------------------------------------- | ------------------------------------------- | ------------------------------------------- | ------------------------------------------- |
|                                             |                                             |                                             |                                             |                                             |
| Румуни                                      | Румуни                                      |                                             | 944                                         | 95,8%                                       |
| Немци                                       | Немци                                       |                                             | 20                                          | 2%                                          |
| Мађари                                      | Мађари                                      |                                             | 13                                          | 1,3%                                        |